# Нортуг, Петтер
Пе́ттер Но́ртуг (норв. Petter Northug; 6 января 1986, Мусвик, Нур-Трёнделаг) — норвежский лыжник, двукратный олимпийский чемпион 2010 года, 13-кратный чемпион мира (рекорд среди мужчин, побеждал во всех шести современных дисциплинах), двукратный обладатель Кубка мира (2009/10 и 2012/13). Единственный в истории двукратный обладатель неофициального звания Короля лыж. Был известен своим очень мощным финишным ускорением, особенно коньковым стилем. Лучший спортсмен Норвегии 2009 и 2015 годов. Многими признаётся одним из сильнейших спорстменов в истории лыжных гонок.
12 декабря 2018 года в возрасте 32 лет объявил о завершении карьеры.
У Петтера есть два брата — Эвен и Томас.

## Спортивная карьера
Прежде чем принять участие в чемпионате мира, он участвовал в нескольких континентальных соревнованиях, но главным образом в скандинавских. Во время его участия в скандинавских гонках (2004/05 и 2005/06) у него было семь подиумов, однажды он стал вторым в 2004/05, а в 2005/06 он одержал четыре победы и дважды занял второе место. Три из тех побед были в 15-километровых дистанциях, одна — в гонке преследования.

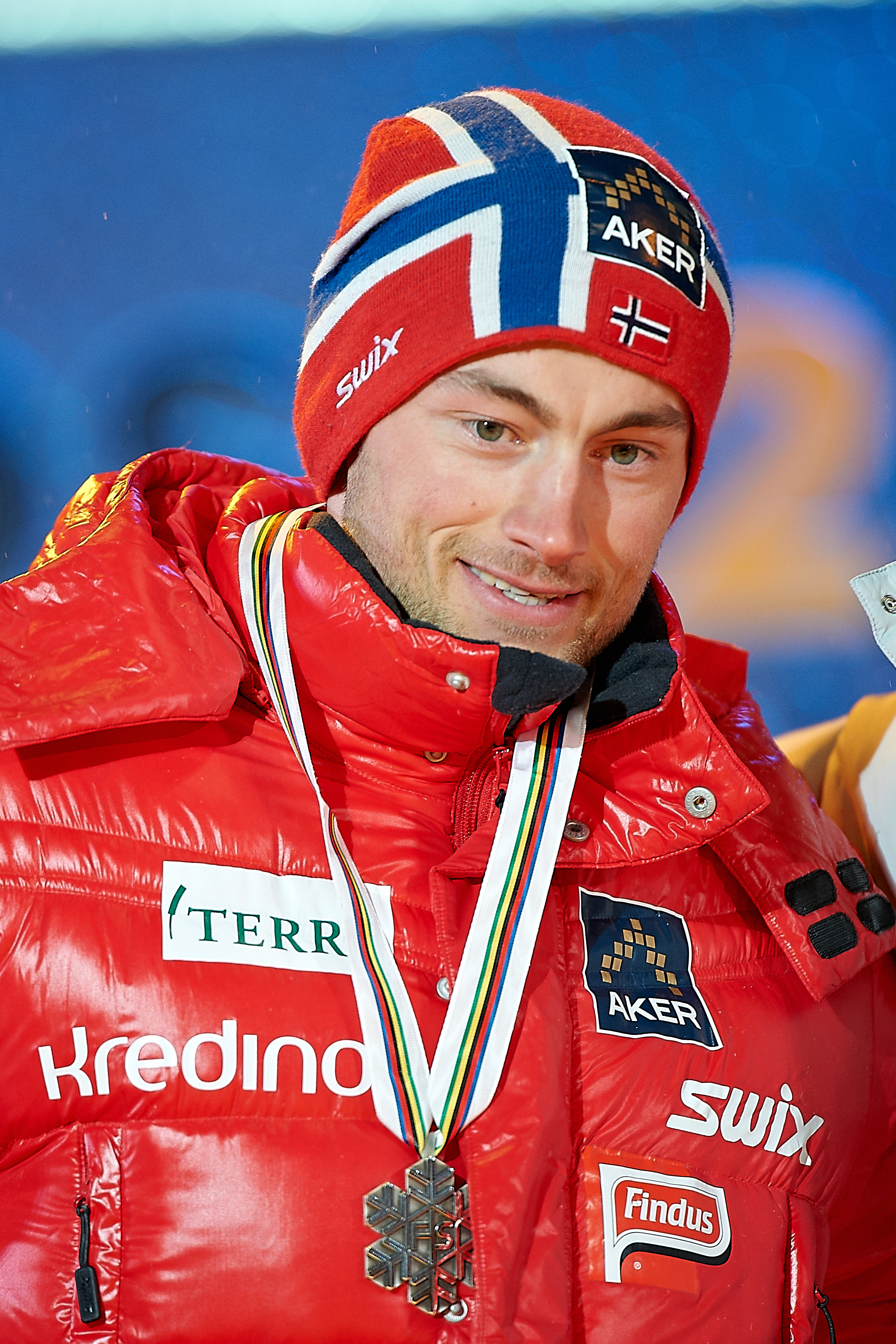
Нортуг на чемпионате мира 2011 года, где он выиграл 3 золота и 2 серебра

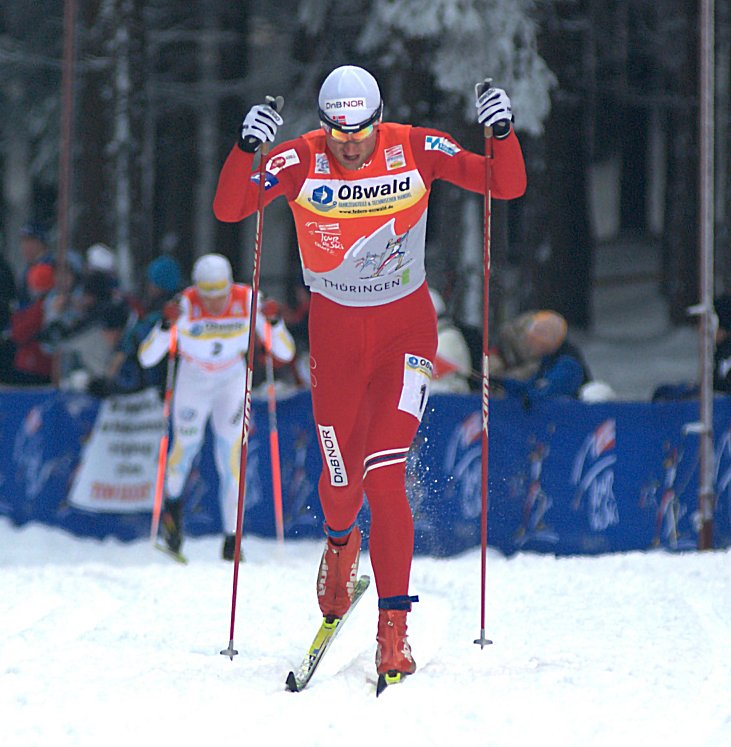
Петер Нортуг на Тур де Ски 2010

В сезоне 2005/06 Нортуг впервые принимал участие в Кубке мира, хотя он участвовал лишь в одной гонке сезона (спринт в Драммене), тогда он финишировал 35-м. В течение сезона 2005/06 он одновременно участвовал и в Кубке мира, и в Скандинавских соревнованиях, а уже в начале мая 2006 было объявлено, что Петтер будет в старшей национальной сборной в течение 2006/07 сезона. Свою первую победу в Кубке мира Нортуг одержал в сезоне 2005/06 годов в гонке преследования в Фалуне, обойдя обладателя Кубка мира сезона 2005/06 годов Тобиаса Ангерера (он стал вторым в гонке), третье место занял обладатель Кубка мира сезона 2004/05 годов Аксель Тайхман. Тогда в последней гонке сезона, в гонке преследования в Саппоро, он стал вторым. Он проиграл шведу Матиасу Фредрикссону 3,8 сек. Он также финишировал седьмым, десятым и двенадцатым в гонках спринта и пятнадцатым в 50-километровой гонке свободным стилем в Холменколлене. Петтер Нортуг закончил сезон 2005/06 Кубка мира на 14-м месте в общем зачёте.
У Нортуга есть шесть золотых медалей с чемпионатов мира среди юниоров. Его первые две золотых медали были в 2004/05 в гонке преследования и 10-километровой гонке свободным стилем в Рованиеми, затем в 2005/06 в словенском Кране он выиграл золото в 10-километровой классике, преследовании, спринте и эстафете. У него также есть две серебряных медали (в спринте и эстафете, обе в сезоне 2004/05 года). Его победы сделали его первым атлетом, когда-либо выигрывавшим пять индивидуальных золотых медалей в юниорских скандинавских лыжных чемпионатах мира FIS. Во время сезона 2005/06 он также принял участие в норвежском национальном чемпионате и выиграл две гонки преследования, обогнав Фруде Эстиля на 1,9 сек, таким образом став первым юниором, который когда-либо выиграл чемпионат Норвегии.
Петтера Нортуга вообще считают звездой будущего. «Лыжные изготовители борются, чтобы заполучить контракт с Нортугом» — сообщила в ноябре 2005 газета Verdens Gang. Fischer выиграл эту «гонку», и его контракт включал даже тарифную ставку (в первый раз когда-либо для юниора), который был бы умножен на пять, если бы он вывел в элиту лыжного спорта норвежскую команду в 2006/07. Fischer также предложил премии, если он выиграет медали на чемпионате мира среди юниоров, он же выиграл четыре золота.
После неутешительного выступления Норвегии на зимних Олимпийских играх 2006 года в Турине норвежские СМИ задались вопросом, почему Нортуг не был взят в состав национальной сборной на Олимпийские игры. Сам Нортуг признал, что он был разочарован тем, что не попал в состав сборной, тем более что он выиграл две гонки на национальном чемпионате, ранее в том же году.
Нортуг выиграл свою первую золотую медаль на чемпионате мира в Саппоро в 2007 году в качестве члена эстафетной команды (эстафета 4×10 км). А на чемпионате мира в чешском Либереце в 2009 году Петтер завоевал свою первую индивидуальную золотую медаль в гонке преследования на 30 км (15 км — классическим стилем, 15 км — свободным стилем). А затем вновь завоевал золото в эстафете 4×10 км и золотую медаль в гонке с общего старта на 50 км.
По итогам сезона 2008/09 Нортуг занял второе место в Кубке мира, уступив только швейцарцу Дарио Колонье.
На Олимпийских играх в Ванкувере Нортуг выиграл 4 медали в 6 гонках. Сначала Петтер взял бронзу в личном спринте классическим стилем, уступив двум российским лыжникам. Затем вместе с Эйстейном Петтерсеном Нортуг выиграл командный спринт свободным стилем. В эстафете Нортуг бежал на последнем этапе и сумел «поднять» норвежцев с 4-го места на второе, опередив чехов и французов и показав абсолютно лучший результат из всех лыжников, бежавших этапы свободным стилем, но отрыв шведа Маркуса Хельнера был слишком велик — Петтер проиграл ему более 15 секунд на финише. В последней гонке Олимпиады — масс-старте на 50 км классическим стилем — Нортуг выиграл своё второе олимпийское золото, на финише опередив соперников своим фирменным ускорением. В двух других гонках (15 км и дуатлоне) Петтер в Ванкувере не сумел попасть в 10-ку лучших.
По итогам сезона 2009/10 Нортуг впервые в карьере стал победителем общего зачёта Кубка мира, на целых 600 очков опередив ставшего вторым Лукаша Бауэра.

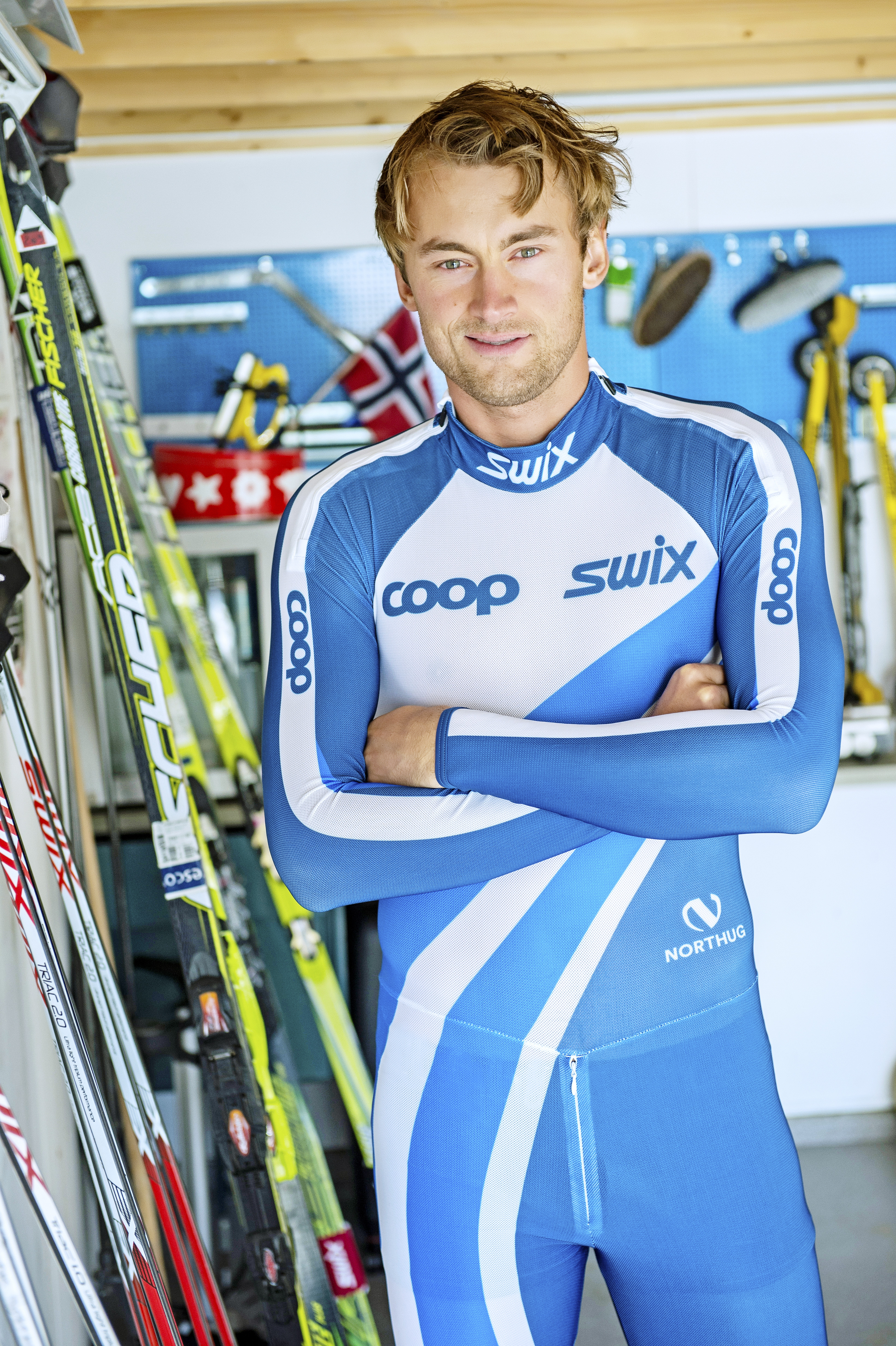
Нортуг в 2013 году

В сезоне 2012/2013 Петтер выиграв две золотые медали чемпионата мира 2013. Выиграл общий зачёт кубка мира 2012/2013 опередив Александра Легкова на 160 очков. В августе 2013 года перенес вирусное заболевание, врач команды надеется вернуть Нортуга в хорошем состоянии уже к Тур де Ски.
В феврале 2014 года участвовал в зимних Олимпийских играх в Сочи, однако, будучи одним из фаворитов соревнований лыжников, не смог выиграть ни одной медали. В личном спринте Нортуг занял 10-е место, в скиатлоне 15+15 км стал 16-м, а в масс-старте на 50 км занял 18-е место. Ещё дважды Нортуг в Сочи становился 4-м: в составе сборной Норвегии в эстафете 4×10 км (вместе с Эльдаром Рённингом, Крисом Йесперсеном и Мартином Йонсрудом Сундбю), а также в командном спринте вместе с Ола Вигеном Хаттестадом.
4 мая 2014 года, находясь в состоянии алкогольного опьянения, попал в автомобильную аварию недалеко от Тронхейма. 23-летний пассажир в машине Нортуга сломал ключицу. Нортуг скрылся с места аварии, но уже через несколько часов был обнаружен у себя дома недалеко от места инцидента. В пресс-релизе, распространённом после аварии, Нортуг принёс извинения за свои действия. В октябре 2014 года состоялся суд, Нортуг был приговорен к 50 дням тюрьмы, штрафу в 185 000 норвежских крон, а также был лишён водительских прав. Нортуг принял решение суда и отказался от подачи апелляции.
На чемпионате мира 2015 года в шведском Фалуне Нортуг выиграл четыре золотые медали в мужской спринтерской гонке, в командном спринте, эстафете 4×10 км, и в гонке на 50 км с общего старта, доведя количество своих титулов чемпиона мира до 13.
В масс-старте на 50 км классическим стилем шёл в конце второго десятка, но, обогнав большое число соперников на двух последних подъёмах, смог на последней эстакаде опередить Юхана Ульссона, а на финишной прямой обогнал Лукаша Бауэра и Максима Вылегжанина.

## Результаты на крупнейших соревнованиях

### Олимпийские игры
| Олимпийские игры | Спринт | Командный спринт | 15 км раздельный старт | 15+15 км скиатлон | 50 км масс-старт | Эстафета |
| ---------------- | ------ | ---------------- | ---------------------- | ----------------- | ---------------- | -------- |
| 2010 Ванкувер    | 3      | 1                | 41                     | 11                | 1                | 1        |
| 2014 Сочи        | 10     | 4                | —                      | 16                | 18               | 4        |

### Чемпионаты мира по лыжным видам спорта
| Чемпионат мира          | Спринт | Командный спринт | 15 км раздельный старт | 15+15 км скиатлон | 50 км масс-старт | Эстафета |
| ----------------------- | ------ | ---------------- | ---------------------- | ----------------- | ---------------- | -------- |
| 2007 Саппоро            | —      | 7                | 24                     | 5                 | —                | 1        |
| 2009 Либерец            | —      | —                | 29                     | 1                 | 1                | 1        |
| 2011 Осло-Хольменколлен | 2      | 2                | —                      | 1                 | 1                | 1        |
| 2013 Валь-ди-Фьемме     | 2      | 11               | 1                      | 4                 | 21               | 1        |
| 2015 Фалун              | 1      | 1                | 62                     | 11                | 1                | 1        |
| 2017 Лахти              | 5      | —                | —                      | —                 | 8                | —        |

### Кубок мира
| 2017/2018 Итоги | 2017/2018 Итоги | Рука   | Рука         | Рука        | Тур  | Лиллехаммер | Лиллехаммер | Давос  | Давос        | Тоблах       | Тоблах      | Ленцерхайде | Ленцерхайде  | Ленцерхайде | Оберстдорф | Оберстдорф  | Валь-ди-Фьемме | Валь-ди-Фьемме | Тур де Ски | Дрезден | Дрезден | Планица | Планица      | Зефельд | Зефельд     | Лахти  | Лахти        | Драммен | Осло        | Фалун  | Фалун       | Фалун       | Тур  |
| Очков           | Место           | Спр КС | 15 км Инд КС | 15 км Пр СС | Итог | Спр КС      | 30 км Ск    | Спр СС | 15 км Инд СС | 15 км Инд СС | 15 км Пр КС | Спр СС      | 15 км Инд КС | 15 км Пр СС | Спр КС     | 15 км МС СС | 15 км МС КС    | 9 км Пр СС     | Итог       | Спр СС  | КСпр СС | Спр КС  | 15 км Инд КС | Спр СС  | 15 км МС КС | Спр СС | 15 км Инд КС | Спр КС  | 50 км МС СС | Спр СС | 15 км МС КС | 15 км Пр СС | Итог |
| —               | —               | —      | —            | —           | —    | 32          | —           | —      | —            | —            | —           | —           | —            | —           | CAN        | —           | —              | —              | —          | —       | —       | —       | —            | —       | —           | —      | —            | —       | —           | —      | —           | —           | —    |

| 2016/2017 Итоги | 2016/2017 Итоги | Рука   | Рука         | Лиллехаммер | Лиллехаммер  | Лиллехаммер | Тур  | Давос        | Давос  | Ла-Клюза    | Ла-Клюза | Валь-Мюстаир | Валь-Мюстаир | Оберстдорф | Оберстдорф  | Тоблах       | Валь-ди-Фьемме | Валь-ди-Фьемме | Тур де Ски | Тоблах | Тоблах  | Ульрисехамн  | Ульрисехамн | Фалун  | Фалун       | Пхёнчхан | Пхёнчхан | Пхёнчхан | Отепя  | Отепя        | Драммен | Осло        | Квебек | Квебек      | Квебек      | Тур  |
| Очков           | Место           | Спр КС | 15 км Инд КС | Спр КС      | 10 км Инд СС | 15 км Пр КС | Итог | 30 км Инд СС | Спр СС | 15 км МС СС | Эст      | Спр СС       | 10 км МС КС  | 20 км Ск   | 15 км Пр СС | 10 км Инд СС | 15 км МС КС    | 9 км Пр СС     | Итог       | Спр СС | КСпр СС | 15 км Инд СС | Эст         | Спр СС | 30 км МС КС | Спр КС   | 30 Ск    | КСпр СС  | Спр СС | 15 км Инд КС | Спр КС  | 50 км МС КС | Спр СС | 15 км МС КС | 15 км Пр СС | Итог |
| 94              | 65              | —      | —            | 9           | 51           | DNS         | DNF  | —            | —      | —           | —        | —            | —            | —          | —           | —            | —              | —              | —          | —      | —       | —            | —           | —      | 31          | —        | —        | —        | 16     | —            | 4       | 30          | —      | —           | —           | —    |

| 2015/2016 Итоги | 2015/2016 Итоги | Рука   | Рука         | Рука        | Тур  | Лил      | Лил | Давос        | Давос  | Тоблах | Тоблах       | Ленцерхайде | Ленцерхайде | Ленцерхайде | Обер   | Обер        | Тоблах       | Валь-ди-Фьемме | Валь-ди-Фьемме | Тур де Ски | Планица | Планица | Нове-Место   | Нове-Место | Др     | Осло        | Стк    | Фалун        | Фалун       | Лахти  | Лахти    | Гат    | Мон           | Квебек | Квебек      | Канмор | Канмор   | Канмор       | Канмор      | Тур Канады |
| Очков           | Место           | Спр КС | 10 км Инд СС | 15 км Пр КС | Итог | 30 км Ск | Эст | 30 км Инд СС | Спр СС | Спр СС | 15 км Инд КС | Спр СС      | 30 км МС КС | 10 км Пр СС | Спр КС | 15 км МС КС | 10 км Инд СС | 15 км МС КС    | 9 км Пр СС     | Итог       | Спр СС  | КСпр СС | 15 км Инд СС | Эст        | Спр КС | 50 км МС КС | Спр КС | 10 км Инд КС | 15 км МС СС | Спр СС | 30 км Ск | Спр СС | 17,5 км МС КС | Спр СС | 15 км Пр СС | Спр КС | 30 км Ск | 15 км Инд СС | 15 км Пр КС | Итог       |
| 1602            | 2               | 3      | 16           | 8           | 2    | 6        | 1   | 6            | 35     | 7      | 59           | 7           | 2           | 2           | 5      | 9           | 15           | 17             | 24             | 4          | —       | —       | —            | —          | 1      | 6           | 3      | —            | 10          | 3      | 16       | 6      | 2             | 4      | 2           | 6      | 11       | 8            | 40          | 3          |

| 2014/2015 Итоги | 2014/2015 Итоги | Рука   | Рука         | Лиллехаммер | Лиллехаммер  | Лиллехаммер | Тур  | Давос        | Давос  | Давос        | Давос  | Оберстдорф  | Оберстдорф   | Валь-Мюстаир | Тоблах       | Тоблах       | Валь-ди-Фьемме | Валь-ди-Фьемме | Тур де Ски | Отепя  | Отепя   | Рыбинск      | Рыбинск | Рыбинск  | Остерсунд | Остерсунд    | Лахти  | Лахти        | Драммен | Осло        |
| Очков           | Место           | Спр КС | 15 км Инд КС | Спр СС      | 10 км Инд СС | 15 км Пр КС | Итог | 15 км Инд КС | Спр СС | 15 км Инд СС | Спр СС | 4 км Инд СС | 15 км Прс КС | Спр СС       | 10 км Инд КС | 25 км Прс СС | 15 км МС КС    | 9 км Пр СС     | Итог       | Спр КС | КСпр СС | 15 км Инд СС | Спр СС  | 30 км Ск | Спр КС    | 15 км Инд СС | Спр СС | 15 км Инд КС | Спр КС  | 50 км МС СС |
| 1047            | 2               | 2      | 23           | 12          | 35           | 14          | 15   | 9            | 19     | 2            | DNS    | 3           | 1            | 2            | 7            | 1            | 20             | 12             | 1          | —      | —       | —            | —       | —        | —         | 16           | 12     | 7            | 8       | 39          |

| 2013/2014 Итоги | 2013/2014 Итоги | Рука   | Рука         | Рука        | Тур  | Лил          | Лил | Давос        | Давос  | Азиаго | Азиаго  | Обер          | Обер   | Ленцерхайде | Ленцерхайде | Кортина-Тоблах | Валь-ди-Фьемме | Валь-ди-Фьемме | Тур де Ски | Нове-Место | Нове-Место | Шклярска-Поремба | Шклярска-Поремба | Тоблах       | Тоблах | Лахти  | Лахти        | Др     | Осло        | Фалун  | Фалун    | Фалун       | Тур  |
| Очков           | Место           | Спр КС | 10 км Инд КС | 15 км Пр СС | Итог | 15 км Инд КС | Эст | 30 км Инд СС | Спр СС | Спр КС | КСпр КС | 4,5 км Инд СС | Спр СС | Спр СС      | 15 км МС КС | 35 км Прс СС   | 10 км Инд КС   | 9 км Пр СС     | Итог       | Спр СС     | КСпр КС    | Спр СС           | 15 км МС КС      | 15 км Инд КС | Спр СС | Спр СС | 15 км Инд СС | Спр КС | 50 км МС КС | Спр КС | 30 км Ск | 15 км Пр СС | Итог |
| 580             | 6               | 10     | 18           | 25          | 13   | 9            | 3   | 36           | —      | —      | —       | 25            | 6      | 7           | 15          | 2              | 1              | 35             | 3          | —          | —          | —                | —                | 6            | 29     | 34     | —            | —      | —           | —      | —        | —           | —    |

| 2012/2013 Итоги | 2012/2013 Итоги | Елливаре     | Елливаре | Рука   | Рука         | Рука        | Тур  | Квебек | Квебек  | Кэнмор      | Кэнмор | Кэнмор   | Обер        | Обер         | Валь-Мюстаир | Кортина-Тоблах | Тоблах      | Валь-ди-Фьемме | Валь-ди-Фьемме | Тур де Ски | Либерец | Либерец | Ла-Клюза    | Ла-Клюза | Сочи   | Сочи     | Сочи    | Давос  | Давос        | Лахти  | Лахти        | Др     | Осло        | Стк    | Фалун          | Фалун       | Фалун       | Тур  |
| Очков           | Место           | 15 км Инд СС | Эст      | Спр КС | 10 км Инд СС | 15 км Пр КС | Итог | Спр СС | КСпр СС | 15 км МС КС | Спр СС | 30 км Ск | 4 км Инд СС | 15 км Прс КС | Спр СС       | 35 км Прс СС   | 5 км Инд КС | 15 км МС КС    | 9 км Пр СС     | Итог       | Спр КС  | КСпр КС | 15 км МС КС | Эст      | Спр СС | 30 км Ск | КСпр КС | Спр КС | 15 км Инд СС | Спр СС | 15 км Инд КС | Спр КС | 50 км МС СС | Спр КС | 3,75 км Инд СС | 15 км МС КС | 15 км Пр СС | Итог |
| 1561            | 1               | 7            | 1        | 2      | 2            | 24          | 1    | —      | —       | —           | —      | —        | 1           | 3            | 8            | 1              | 2           | 28             | 29             | 4          | —       | —       | —           | —        | 1      | 12       | 5       | —      | 14           | 28     | 1            | 1      | 6           | 1      | 1              | 4           | 11          | 1    |

| 2011/2012 Итоги | 2011/2012 Итоги | Шушёэн       | Шушёэн | Рука   | Рука         | Рука        | Тур  | Дюс    | Дюс     | Давос        | Давос  | Рогла       | Рогла  | Обер           | Обер         | Обер   | Обер     | Тоблах      | Тоблах | Кортина-Тоблах | Валь-ди-Фьемме | Валь-ди-Фьемме | Тур де Ски | Милан  | Милан   | Отепя  | Отепя        | Москва | Рыбинск     | Рыбинск  | Нове-Место  | Нове-Место | Шклярска-Поремба | Шклярска-Поремба | Лахти    | Лахти  | Др     | Осло        | Стк    | Фалун          | Фалун       | Фалун       | Тур  |
| Очков           | Место           | 15 км Инд СС | Эст    | Спр КС | 10 км Инд СС | 15 км Пр КС | Итог | Спр СС | КСпр СС | 30 км Инд СС | Спр СС | 15 км МС КС | Спр СС | 3,75 км Инд СС | 15 км Прс КС | Спр КС | 20 км Ск | 5 км Инд КС | Спр СС | 35 км Прс СС   | 20 км МС КС    | 9 км Пр СС     | Итог       | Спр СС | КСпр СС | Спр КС | 15 км Инд КС | Спр СС | 15 км МС СС | 30 км Ск | 30 км МС КС | Эст        | Спр СС           | 15 км Инд КС     | 30 км Ск | Спр КС | Спр КС | 50 км МС КС | Спр КС | 3,75 км Инд СС | 15 км МС КС | 15 км Пр СС | Итог |
| 1199            | 3               | 2            | 1      | 16     | 1            | 21          | 1    | —      | —       | 1            | 5      | 1           | —      | 1              | 2            | 6      | 1        | 12          | 2      | 2              | 4              | 24             | 3          | —      | —       | —      | —            | —      | —           | —        | 14          | 1          | —                | —                | —        | —      | —      | —           | —      | —              | —           | —           | —    |

| 2010/2011 Итоги | 2010/2011 Итоги | Елливаре     | Елливаре | Рука   | Рука         | Рука        | Тур  | Дюс    | Дюс     | Давос        | Давос  | Ла-Клюза    | Ла-Клюза | Обер           | Обер         | Обер   | Обер     | Тоблах | Кортина-Тоблах | Валь-ди-Фьемме | Валь-ди-Фьемме | Тур де Ски | Либерец | Либерец | Отепя        | Отепя  | Рыбинск  | Рыбинск | Рыбинск | Нове-Место   | Нове-Место | Др     | Др           | Лахти    | Лахти  | Стк    | Фалун         | Фалун    | Фалун       | Тур  |
| Очков           | Место           | 15 км Инд СС | Эст      | Спр КС | 10 км Инд КС | 15 км Пр СС | Итог | Спр СС | КСпр СС | 15 км Инд КС | Спр СС | 30 км МС СС | Эст      | 3,75 км Инд СС | 15 км Прс КС | Спр КС | 20 км Ск | Спр СС | 35 км Прс СС   | 20 км МС КС    | 9 км Пр СС     | Итог       | Спр СС  | КСпр КС | 15 км Инд КС | Спр КС | 20 км Ск | Спр СС  | Эст     | 15 км Инд КС | Спр СС     | Спр СС | 15 км Инд КС | 20 км Ск | Спр КС | Спр КС | 3,3 км Инд КС | 20 км Ск | 15 км Пр СС | Итог |
| 1236            | 2               | —            | —        | —      | —            | —           | —    | —      | —       | 13           | 28     | 2           | 3        | 3              | 5            | 15     | 17       | 3      | 3              | 1              | 5              | 2          | —       | —       | 8            | 7      | —        | —       | —       | —            | —          | 3      | 3            | —        | —      | 2      | 2             | 1        | 11          | 1    |

| 2009/2010 Итоги | 2009/2010 Итоги | Бей          | Бей | Рука   | Рука         | Дюс    | Дюс     | Давос        | Давос  | Рогла  | Рогла       | Обер           | Обер         | Обер   | Прага  | Кортина-Тоблах | Тоблах       | Валь-ди-Фьемме | Валь-ди-Фьемме | Тур де Ски | Отепя        | Отепя  | Рыбинск | Рыбинск  | Рыбинск | Кэнмор       | Кэнмор | Лахти    | Лахти | Др     | Осло        | Осло   | Стк    | Фалун         | Фалун    | Фалун       | Тур  |
| Очков           | Место           | 15 км Инд СС | Эст | Спр КС | 15 км Инд КС | Спр СС | КСпр СС | 15 км Инд СС | Спр СС | Спр КС | 30 км МС КС | 3,75 км Инд СС | 15 км Прс КС | Спр КС | Спр СС | 35 км Прс СС   | 10 км Инд КС | 20 км МС КС    | 10 км Пр СС    | Итог       | 15 км Инд КС | Спр КС | Спр СС  | 30 км Ск | КСпр СС | 15 км Инд СС | Спр КС | 30 км Ск | Эст   | Спр КС | 50 км МС СС | Спр СС | Спр КС | 3,3 км Инд КС | 20 км Ск | 15 км Пр СС | Итог |
| 1621            | 1               | 4            | 1   | —      | 1            | —      | —       | 21           | 2      | 1      | 1           | 1              | 1            | 2      | 45     | 1              | 3            | 2              | 16             | 2          | —            | —      | —       | —        | —       | —            | —      | —        | —     | 2      | 1           | —      | 2      | 4             | 1        | 8           | 1    |

| 2008/2009 Итоги | 2008/2009 Итоги | Елливаре     | Елливаре | Рука   | Рука         | Ла-Клюза    | Ла-Клюза | Давос        | Давос  | Дюс    | Дюс     | Обер           | Обер        | Прага  | Нове-Место   | Нове-Место | Валь-ди-Фьемме | Валь-ди-Фьемме | Тур де Ски | Ванкувер | Ванкувер | Ванкувер | Отепя        | Отепя  | Рыбинск     | Рыбинск | Рыбинск  | ВдД    | ВдД          | Лахти  | Лахти        | Тронхейм | Тронхейм    | Стк    | Фалун         | Фалун    | Фалун       | Тур  |
| Очков           | Место           | 15 км Инд СС | Эст      | Спр КС | 15 км Инд КС | 30 км МС СС | Эст      | 15 км Инд КС | Спр СС | Спр СС | КСпр СС | 3,75 км Инд СС | 15 км Пр КС | Спр СС | 15 км Инд КС | Спр СС     | 20 км МС КС    | 11 км Пр СС    | Итог       | Спр КС   | 30 км Ск | КСпр СС  | 15 км Инд КС | Спр КС | 15 км МС СС | Спр СС  | 30 км Ск | Спр СС | 15 км Инд КС | Спр СС | 15 км Инд СС | Спр КС   | 50 км МС КС | Спр КС | 3,3 км Инд СС | 20 км Ск | 15 км Пр СС | Итог |
| 1220            | 2               | 3            | 1        | —      | —            | 1           | 1        | 55           | 19     | —      | —       | 3              | 9           | 7      | 28           | 1          | 8              | 13             | 2          | —        | —        | —        | —            | —      | —           | —       | CAN      | 12     | 15           | 1      | 7            | 2        | 5           | 19     | 7             | 19       | 12          | 4    |

| 2007/2008 Итоги | 2007/2008 Итоги | Дюс    | Дюс     | Бей          | Бей | Рука   | Рука         | Давос        | Давос | Рыбинск     | Рыбинск | Нове-Место    | Нове-Место  | Прага  | Нове-Место  | Нове-Место   | Азиаго | Валь-ди-Фьемме | Валь-ди-Фьемме | Тур де Ски | Кэнмор   | Кэнмор | Кэнмор       | Кэнмор | Отепя        | Отепя  | Либерец        | Либерец | Фалун    | Фалун | Стк    | Лахти  | Лахти        | Др     | Осло         | Бормио        | Бормио      | Бормио      | Тур  |
| Очков           | Место           | Спр СС | КСпр СС | 15 км Инд СС | Эст | Спр КС | 15 км Инд КС | 15 км Инд КС | Эст   | 30 км МС СС | Спр СС  | 4,5 км Инд КС | 15 км Пр СС | Спр СС | 15 км Пр СС | 15 км Инд КС | Спр СС | 20 км МС КС    | 10 км Пр СС    | Итог       | 30 км Ск | Спр КС | 15 км Инд СС | Спр СС | 15 км Инд КС | Спр КС | 11,4 км Инд СС | КСпр СС | 30 км Ск | Эст   | Спр КС | Спр СС | 15 км Инд КС | Спр КС | 50 км Инд СС | 3,3 км Инд СС | 20 км МС КС | 15 км Пр СС | Итог |
| 475             | 12              | 4      | 6       | —            | —   | —      | —            | —            | 5     | 22          | 29      | 29            | 11          | 5      | 27          | 23           | 1      | 13             | 25             | 8          | 30       | —      | 22           | 42     | —            | —      | 9              | —       | 45       | 1     | —      | 11     | 15           | —      | 32           | 8             | 8           | 10          | 6    |

| 2006/2007 Итоги | 2006/2007 Итоги | Дюс    | Дюс     | Елливаре     | Елливаре | Рука   | Рука         | Аоста  | Аоста       | Конь         | Ла-Клюза    | Ла-Клюза | Нове-Место    | Нове-Место  | Мюн    | Обер     | Обер         | Азиаго | Валь-ди-Фьемме | Валь-ди-Фьемме | Тур де Ски | Рыбинск     | Рыбинск | Рыбинск | Отепя        | Отепя  | Давос        | Давос | Чанчунь | Чанчунь      | Лахти  | Лахти        | Др     | Осло         | Стк    | Фалун    | Фалун |
| Очков           | Место           | Спр СС | КСпр СС | 15 км Инд СС | Эст      | Спр КС | 15 км Инд КС | Спр СС | 30 км МС КС | 15 км Инд КС | 30 км МС СС | Эст      | 4,5 км Инд КС | 15 км Пр СС | Спр СС | 20 км Ск | 15 км Инд КС | Спр СС | 30 км МС КС    | 11 км Пр СС    | Итог       | 30 км МС СС | Спр СС  | КСпр КС | 15 км Инд КС | Спр КС | 15 км Инд СС | Эст   | Спр КС  | 15 км Инд СС | Спр СС | 15 км Инд КС | Спр КС | 50 км Инд КС | Спр КС | 30 км Ск | Эст   |
| 443             | 7               | 11     | —       | —            | —        | —      | —            | CAN    | CAN         | 24           | 41          | 2        | CAN           | CAN         | 5      | 22       | 8            | 3      | 8              | 30             | 4          | —           | —       | CAN     | —            | —      | 34           | 5     | —       | 5            | 1      | 7            | 37     | 12           | —      | 23       | 1     |

| 2005/2006 Итоги | 2005/2006 Итоги | Дюс    | Дюс     | Бей          | Бей | Рука         | Рука         | Вернон   | Вернон | Кэнмор       | Кэнмор      | Кэнмор  | Нове-Место | Нове-Место   | Отепя        | Отепя  | Валь-ди-Фьемме | Валь-ди-Фьемме | Обер     | Обер   | Давос  | Давос        | Мура        | Бурленге | Фалун    | Др     | Осло         | Чанчунь | Саппоро | Саппоро  |
| Очков           | Место           | Спр СС | КСпр СС | 15 км Инд КС | Эст | 15 км Инд КС | 15 км Инд СС | 30 км Ск | Спр СС | 15 км Инд СС | 30 км МС КС | КСпр КС | Спр СС     | 15 км Инд СС | 15 км Инд КС | Спр КС | 30 км МС СС    | Эст            | 30 км Ск | Спр КС | Спр СС | 15 км Инд КС | 90 км МС КС | Спр СС   | 20 км Ск | Спр КС | 50 км Инд СС | Спр СС  | КСпр СС | 30 км Ск |
| 309             | 14              | —      | —       | 21           | —   | —            | —            | —        | —      | —            | —           | —       | 12         | 20           | 23           | 31     | —              | —              | —        | —      | —      | —            | —           | 7        | 1        | —      | 15           | 10      | —       | 2        |

## Проблемы с законом
В октябре 2014 года был приговорён судом к 50 дням тюремного заключения и крупному штрафу за вождение в нетрезвом виде и дачу ложных показаний.
В августе 2020 года Нортуг был остановлен сотрудниками ДПС за превышение скорости: на участке трассы с разрешённой скоростью 80 км/ч он ехал со скоростью свыше 200 км/ч. Сотрудникам полиции поведение Петтера показалось странным и они пришли с обыском к нему домой, где обнаружили кокаин и наркотикосодержащие таблетки (МДМА). Лыжник признался, что приобрёл их для себя и употреблял. На специально созванной пресс-конференции он рассказал, что употреблял наркотики с января 2019 года и что ему нужна квалифицированная помощь. Суд приговорил Нортуга к 7 месяцам тюрьмы и пожизненному лишению водительских прав. Отбывал срок Петтер в норвежской клинике по реабилитации от наркотической зависимости в губернии Телемарк. 
Мировое лыжное сообщество выразило Петтеру поддержку. Так, норвежский лыжник Йоханнес Клебо заявил, что надеется, что близкие Петтера ему помогут: "Сейчас он очень нуждается в поддержке. Он должен вернуться туда, где был раньше. Надеюсь, он сможет найти свой путь". А российский лыжник Александр Легков, во время карьеры соперничающий с Петтером, сказал: "Надеюсь, Нортуг выберется из этой ситуации. Парень весёлый, хороший и профессиональный во всех сферах. Может, адреналина было мало. В спорте его было больше. Но это просто мысли вслух. Всегда жду Петтера в гости, пусть приезжает, покажу ему, как по-русски надо отдыхать и гулять. Пойдём с ним побегаем кросс, в баню сходим. Ни в коем случае не стал относиться к Нортугу хуже. Он для меня остаётся приятелем, которого уважаю. Желаю ему удачи, пусть всё сложится хорошо и он выберется из этой сложной ситуации". 